# Ronnie Dio & the Prophets
Ronnie Dio & the Prophets fue una banda de r&b fundada por el músico y posterior estrella del heavy metal, Ronnie James Dio.
Ronnie Dio & the Prophets figuró como los primeros pasos musicales para Dio, fundada en su adolescencia en 1957, la banda practicaba los estilos musicales dominantes de la época, como el R&B, el soul y el doo wop, atravesando también por varios cambios de nombre durante sus primeros 3 años, llamándose originalmente The Vegas Kings.
Al principio Ronnie era solamente el bajista y trompetista de la banda, estando integrada por Billy DeWolfe como vocalista, Nick Pantas como guitarrista, Jack Musci como saxofonista y Tommy Rogers como baterista. Ante el innato talento vocal del por entonces joven Ronald James, pronto él pasó al frente de la agrupación como cantante, DeWolfe y Musci se retiraron de la banda y los miembros restantes cambiaron su nombre a Ronnie & the Rumblers y luego a Ronnie & the Redcaps.
Con este nombre a la banda se le ofrece grabar en 1958 sus primeros sencillos: "Conquest / Lover", "Judy I Love You" y "An Angel Is Missing / What I'd Say". En 1960 entra a la banda el guitarrista Dick Bottoff y cambian finalmente su nombre a Ronnie Dio & the Prophets en 1961, conservándolo así en adelante. Para 1965 Tommy Rogers se retira de la banda y es reemplazado por Gary Driscoll, futuro baterista de Elf y Rainbow.
Habiendo participado en distintos eventos como bailes escolares, inauguraciones y conciertos locales, la banda grabó varios sencillos hasta 1967, contando con un único LP en vivo llamado "Dio At Domino's", grabado en 1963 durante la apertura de un Domino's Pizza en Cortland, su ciudad natal. La banda finalmente se disuelve y Dio, enfocado ahora en el rock & roll y el hard rock imperante, decide formar a la banda The Electric Elves (posteriormente Elf) junto a los miembros restantes del grupo: Gary Driscoll, Nick Pantas y su primo David Feinstein (quien años después formaría a la banda de heavy metal The Rods).
Si bien la banda jamás alcanzó mayor popularidad y siempre permaneció muy a la sombra de la carrera de Dio fue, sin embargo, muy útil para sus comienzos como músico profesional, desarrollando su estilo en el canto y también construyendo su propia identidad, al adoptar el nombre artístico de «Ronnie James Dio» desde el origen de su carrera, basado en el mafioso italoestadounidense Johnny Dio. Ronnie siguió manteniéndose en contacto con algunos de sus excompañeros hasta su muerte en 2010.

## Integrantes
Últimos miembros
- Ronnie James Dio † - vocalista / bajista / trompetista (1957-1967)
- Nick Pantas † - guitarrista (1957-1967)
- Dick Bottoff - guitarrista (1960-1967)
- Gary Driscoll † - baterista (1965-1967)

Miembros pasados
- Tommy Rogers - baterista (1957-1965)
- Billy DeWolfe - vocalista (1957-1958)
- Jack Musci - saxofonista (1957-1958)
- David Feinstein - guitarrista (1967)

## Discografía

### Ronnie & The Redcaps
| Año  | Lado A              | Lado B       | Formato | Sello  | Cat. No.  | País    | Anotaciones                                                                             |
| ---- | ------------------- | ------------ | ------- | ------ | --------- | ------- | --------------------------------------------------------------------------------------- |
| 1958 | Conquest            | Lover        | 7”      | Reb    | 59-45-105 | EE. UU. | Ronnie tocó el bajo y la trompeta pero no cantó en ninguno de estos temas sino DeWolfe. |
| 1958 | Judy I Love You     | -            | 7”      | -      | -         | -       | No lanzado.                                                                             |
| 1960 | An Angel Is Missing | What I'd Say | 7”      | Seneca | S 178-102 | EE. UU. |                                                                                         |

### Ronnie Dio & the Prophets

#### Sencillos
| Año  | Lado A                              | Lado B                                | Formato | Sello          | Cat. No.  | País            | Anotaciones                                                    |
| ---- | ----------------------------------- | ------------------------------------- | ------- | -------------- | --------- | --------------- | -------------------------------------------------------------- |
| 1962 | The Ooh-Poo-Pah-Doo                 | Love Pains                            | 7”      | Atlantic       | 2145      | Canadá, EE. UU. | -                                                              |
| 1962 | Will You Still Love Me Tomorrow     | Bad Man In Town                       | 7”      | Audiodisc/Swan | -         | EE. UU.         | No lanzado.                                                    |
| 1963 | Gonna Make It Alone                 | Swingin’ Street                       | 7”      | Lawn           | 218       | EE. UU.         | -                                                              |
| 1963 | Mr. Misery                          | Our Year                              | 7”      | Swan           | 4165      | EE. UU.         | -                                                              |
| 1963 | Che Tristezza Senza Te (Mr. Misery) | Our Year                              | 7”      | Derby          | DB 5084   | Italia          | “Mr. Misery” cantado en italiano, “Our Year” cantado en inglés |
| 1964 | Mr. Misery                          | Our Year                              | 7”      | Stateside      | 35-ESS.21 | India           | -                                                              |
| 1964 | Love Potion No. 9                   | Love Potion No. 9                     | 7”      | Valex          | 001       | EE. UU.         | -                                                              |
| 1965 | Say You're Mine Again               | Where You Gonna Run To Girl           | 7”      | Kapp           | 697       | Canadá, EE. UU. | -                                                              |
| 1965 | Smiling By Day (Crying By Night)    | Dear Darling (I Won't Be Comin' Home) | 7”      | Kapp           | 725       | Canadá, EE. UU. | -                                                              |
| 1965 | Walking Alone                       | The Way Of Love                       | 7”      | Kapp           | 770       | Canadá, EE. UU. | -                                                              |
| 1967 | Walking In Different Circles        | 10 Days With Brenda                   | 7”      | Parkway        | P-143     | EE. UU.         | -                                                              |

#### Álbum
| Año  | Título          | Formato | Sello | Cat. No. | País    | Anotaciones |
| ---- | --------------- | ------- | ----- | -------- | ------- | ----------- |
| 1963 | Dio At Domino's | LP      | Jove  | J-108    | EE. UU. |             |